# Aleandro Rosi
Aleandro Rosi, né le 17 mai 1987 à Rome, est un footballeur italien. Il évolue actuellement au sein du club italien de l'AC Pérouse.

## Biographie

### Carrière en clubs

#### AS Rome
Formé à la Roma et titulaire au poste d'arrière droit en 2005, à 18 ans, Aleandro Rosi n'aura cependant jamais confirmé les espoirs placés en lui.

#### Parme FC
Après avoir résilié son contrat avec l'AS Rome en août 2012, il signe en faveur de Parme un contrat de cinq saisons.

#### AC Pérouse Calcio
Libre de tout contrat depuis son départ du Genoa CFC, il s'engage le 5 février 2019 avec le club italien de Pérouse, en Serie B italienne. 

### Carrière en sélection
Entre 2003 et 2005, Aleandro Rosi est sélectionné en équipe d'Italie dans chaque catégorie d'âge jusqu'en Italie -19 ans, mais il ne parviendra jamais à parvenir jusqu'à l'équipe A.

## Clubs
- 2004-2012 : AS Rome
  - 2007-2008 : Chievo Vérone (prêt)
  - 2008-2009 : AS Livourne (prêt)
  - 2009-2010 : AC Sienne (prêt)
- 2012-2014 : Parme FC
  - jan. 2014-2014 : US Sassuolo (prêt)
- 2014-2018 : Genoa CFC
  - fév. 2015-2015 : ACF Fiorentina (prêt)
  - 2015-2016 : Frosinone Calcio (prêt)
  - 2016-2017 : FC Crotone (prêt)
- fév. 2019- : AC Pérouse

## Palmarès
- Vainqueur de la Coupe d'Italie en 2007 avec l'AS Rome
- Champion d'Italie de D2 (Serie B) en 2008 avec le Chievo Vérone